# 桑尼思·米兒扎
桑尼思·米兒扎（Saniz Mirza；？—1465年），東察合台汗國統治葉爾羌的杜格拉特部埃米爾。他是賽義德·阿里的長子。

## 生平
自他父親1457年死後，桑尼思統治葉爾羌至去世。同時把喀什噶爾和英吉沙交給他兄弟穆罕默德·海達爾和後母烏蘭·蘇丹·哈尼木。
他受羽奴思汗支持對抗他的兄弟，其結果是穆罕默德·海達爾逃往阿克蘇，這是在笃思忒马黑麻控制之下，而桑尼思得以收復喀什。
在1464或1465年，桑尼思在狩獵時受傷，他很快醫治無效死亡。他死後笃思忒马黑麻來到葉爾羌要求娶他的遺孀，並把她兒子帶回阿克蘇。
他的儿子阿巴癿乞儿，一度占据鸦儿看（今新疆莎车），统治喀什噶尔（今新疆喀什）地区长达四十八年。
米尔咱·马黑麻·海答儿形容他是暴力但慷慨的男人。